# مانيشا ياداف
مانيشا ياداف (11 يونيو 1992 - 1 أكتوبر 2021) ممثلة وعارضة هندية، عملت بشكل رئيسي في أفلام السينما التاميلية. وعُرفت بدورها في مسلسل جودا أكبر.

## وصلات خارجية
- مانيشا ياداف على موقع IMDb (الإنجليزية)
- مانيشا ياداف على موقع ألو سيني (الفرنسية)
- مانيشا ياداف على موقع قاعدة بيانات الفيلم (الإنجليزية)
- مانيشا ياداف على موقع كينوبويسك (الروسية)